# Erupció freatomagmàtica

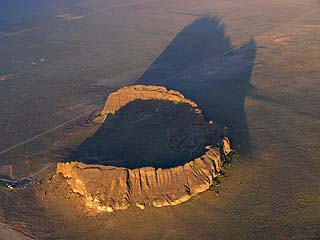
Fort Rock, cràter d'origen freatomagmàtic parcialment erosionat a Oregon.

Les erupcions freatomagmàtiques són erupcions en estat juvenil que són el resultat de la interacció entre l'aigua i el magma. Els productes d'aquestes erupcions contenen clasts juvenils al contrari que les erupcions freàtiques i són el resultat de la interacció entre aigua i magma al contrari que les erupcions magmàtiques. És molt comú en les grans erupcions explosives que hi hagi components magmàtics i freatomagmàtics.

## Exemples
Exemples d'erupcions fratomagmàtiques són l'erupció minoica de Santorini a 140 km al nord de Creta. L'erupció minoica de Santorini, va tenir lloc al segle XVII aC. Va tenir quatre fases, els dipòsits van tenir un gruix màxim de 6 m, les fases 1 i 3 van ser freatomagmàtiques.
Un altre exemple és el del Pinatubo a Luzon, Filipines en la seva fase clímax va tenir una extensió de 3,7-5,3 km³. La seva fase preclímax era freatomagmàtica.

## Cons de toba
Els cons de toba són formacions que posseeixen vessants pronunciats amb forma de con. Tenen amplis cràters i estan formats per tefra molt alterada disposada en gruixudes capes. Se'ls considera una variant més elevada d'un anell de toba, format durant erupcions menys poderoses. Els cons de toba en general són baixos, per exemple: el cràter Koko té 400 m d'altura, és a dir 8 vegades més petit que el Mount Saint Helens.